# 逢魔時〜怪談ロマンス〜
『逢魔時〜怪談ロマンス〜』（おうまがとき かいだんロマンス）は、QuinRoseより2012年3月29日に発売されたのPlayStation Portable用恋愛アドベンチャーゲーム。QuinRose初の和風ファンタジー恋愛AVG。
逢魔時を境に、妖怪たちの校舎に切り替る学校が舞台。
2013年1月31日に続編『黄昏時〜怪談ロマンス〜』が発売された。

## あらすじ

### 逢魔時
主人公・涼江 静は人間の世界と妖怪の世界のはざまにある高校に通っていた。その高校は昼間は人間のための高校だが、夕方の午後六時、つまり"逢魔時"を迎えると、妖怪の学校へと変化する。静がその学校に通う人物と恋に落ちたことがきっかけで、彼女の日常は変化していった。

### 黄昏時
高校も新学期が始まった。静は妖怪なので学年は変わらないが、クラス替えが行われたり、文化祭が開かれたりと、イベントの多い毎日を過ごしていた。

## 登場人物
涼江 静（すずえ しずか）
声 - 無し
主人公。高校2年生。先祖は磯姫という妖怪。学校の成績はいいが、妖力を持て余し気味。そのため、悪友とともに人間や妖怪相手にいたずらを繰り返していた。
いたずら好きで素直になれない、勝気な性格をしている。
式部 密（しきぶ ひそか）
声 - 緑川光
2年生。静のクラスメイトで悪友。死神と磯撫での血を引いているゆえ、同じく海に関係のある妖怪の血を引く静に興味を持っている。
日比谷 京極（ひびや きょうごく）
声 - 遊佐浩二
2年生。風紀委員長で、風紀を取り締まるためなら手段を択ばないため、かえって騒動を大きくすることもある。元々は普通の人間だったが、死ぬはずだった時に神隠しに遭い、逢魔時側の生徒になった。元人間という立場故、妖怪に狙われやすい。
和泉 零次（いずみ れいじ）
声 - 鳥海浩輔
1年生の弓道部員。実技・筆記共に天才だが、妖力に問題があるため、総合成績は2位に甘んじている。妖狐の血をひくゆえに、油揚げが好物。
遠野 篤郎（とおの あつろう）
声 - 諏訪部順一
2年生。鬼の血を引く。不良生徒だが、弱い者いじめは許さない性格。静とは喧嘩を本気で行うものの、手加減をせずにやりあえるため、互いに認め合う仲である。しかしそれでも対外的には仲は良くない。
由良城 閨悟（ゆらじょう けいご）
声 - 浪川大輔
2年生。保健委員である、山犬の妖怪。主人公に対してわかりやすいまでに片思いをしている。和泉零次とは幼馴染。
飛浦 萌葱（とびうら もえぎ）
声 - 吉野裕行
3年生。天狗。美しい見た目とは裏腹に、全てを知ったうえで嘲笑し、他人の不幸を楽しむという性格を持つ。
高所を好みカラスを使役する。
日比谷 巳継（ひびや みつぐ）
声 - 日野聡
京極の弟。『逢魔時』では兄が失踪してから3年がたっているため、兄と同学年。兄の失踪の理由を探るために高校に入学した。『黄昏時』では大学生になった。
梨畑 和歌子（なしばたけ わかこ）
声 - 後藤沙緒里
主人公の親友。ろくろ首。よく自分の首を伸ばしたり取り外したりして遊んでいる。

## イメージCD
- 逢魔時〜怪談ロマンス〜・イメージアルバム